# Anime

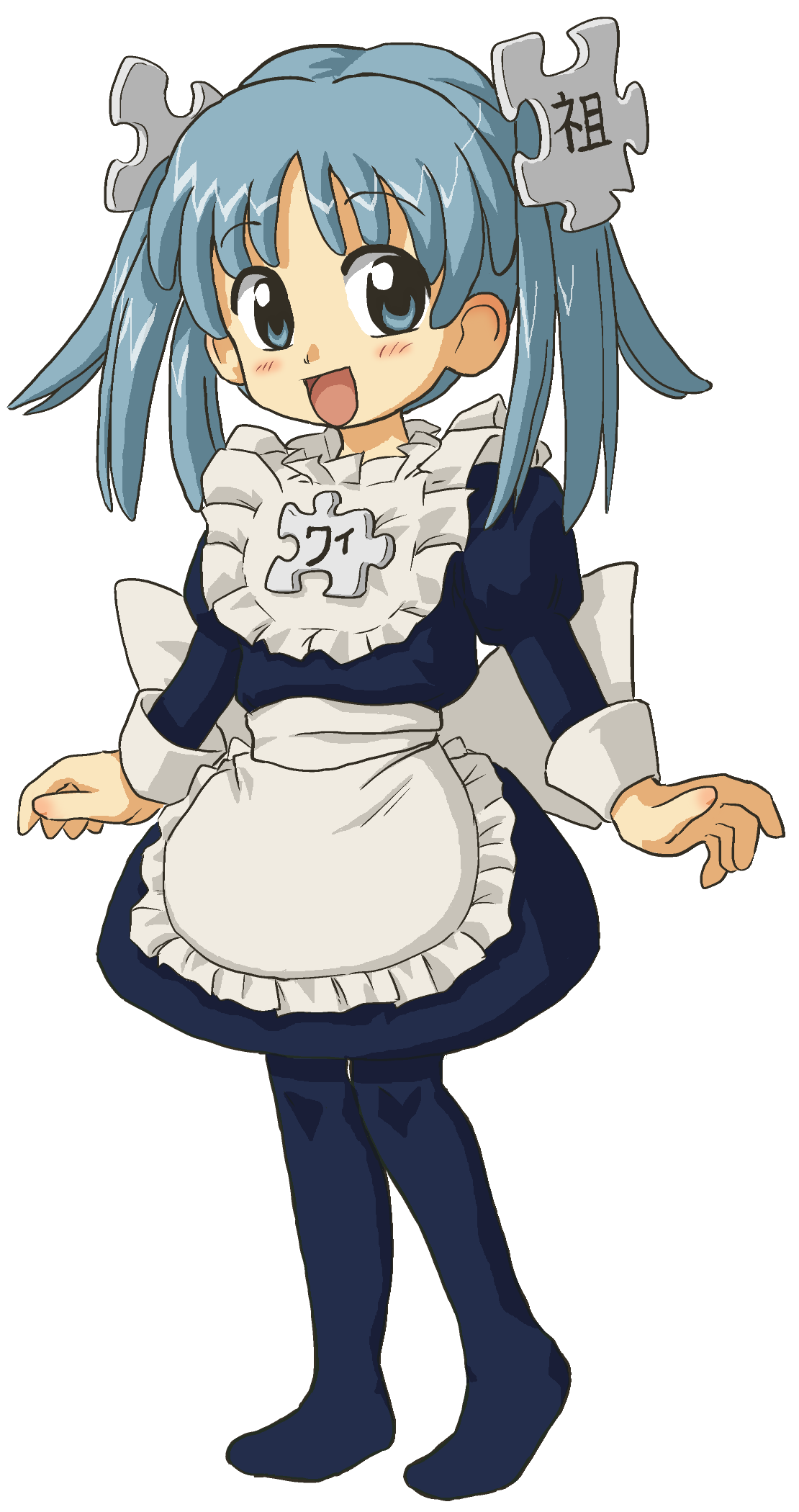
Wikipe-tan

L'anime (en japonès アニメ) és el terme que agrupa els dibuixos animats de procedència japonesa. No obstant això, al Japó es fa servir la paraula anime per a referir-se a l'animació en general, sense importar-ne l'estil o l'origen.
L'anime és un mitjà de gran expansió al Japó, sent al mateix temps un producte d'entreteniment comercial i cultural, cosa que l'ha convertit en un fenomen de masses internacional amb una gran influència en el món de l'animació i el cinema. Malgrat que sovint es classifica com a gènere, hi ha anime dirigit a tots tipus de públic: des de nens, adolescents, adults, fins a especialitzacions de classificació existents per al manga (còmic japonès), amb històries dissenyades per a grups demogràfics tan específics com ara treballadors, mestresses de casa, estudiants, etc. Per tant, l'anime pot tractar temes i ser de gèneres tan diversos com l'amor, les aventures, la ciència-ficció, els contes infantils, la literatura, els esports, el terror, la fantasia, la comèdia i molts altres, tot i que generalment es caracteritza per tenir trames complexes.
Encara que el gran gruix de l'anime que es produeix anualment al Japó té el format de sèrie de televisió, també es publica en forma de curtmetratges, llargmetratges i anuncis. Les sèries d'anime sovint es divideixen per temporades, les quals coincideixen amb les estacions de l'any (hivern, primavera, estiu i hivern) i contenen una mitjana de 12 o 13 episodis. Aquestes sèries es poden distribuir en diferents mitjans, com ara per televisió, DVD, Blu-ray o a plataformes d'internet.
Paral·lelament a l'anime, al Japó es desenvolupa el món del manga. Entre el manga i l'anime sol haver-hi molta interacció, ja que els mangues que tenen èxit són posteriorment adaptats en anime. A banda d'això, una part important de les sèries d'animació japoneses també són adaptacions de novel·les lleugeres o videojocs.

## Terminologia
El terme anime prové de l'abreviació de la transcripció japonesa de la paraula anglesa «animation» (アニメーション, animēshon). En els seus inicis, al voltant de 1907, l'animació japonesa va rebre el nom de senga eiga (literalment 'pel·lícules de línies dibuixades'), més tard es va conèixer amb el terme dōga ('imatges en moviment') i, finalment, sobre el 1960 es va passar a dir animēshon. D'aquí es va escurçar a l'actual «anime».
En el món anglosaxó i també a escala internacional, a l'anime se'l va conèixer durant les dècades de 1970 i de 1980 per «Japanimation», però aquest terme va caure en desús a mitjans dels anys vuitanta i finalment va ser substituït per anime.
Als Països Catalans, l'animació japonesa ha rebut tradicionalment el nom de «manga». Aquest mot es va popularitzar durant la dècada de 1990 i es va veure reflectit en el sector audiovisual amb distribuïdores com Manga Films o programes de televisió, com l'espai Manga! de Televisió de Catalunya. Amb el pas dels anys i l'entrada al nou mil·lenni, la forma anime va començar a tenir més arrelament i s'ha acabat diferenciant de la paraula manga, la qual actualment es fa servir per referir-se específicament al còmic japonès.
En català, anime és un substantiu comptable. Comunament, pot tenir la funció de nom (Avui s'han estrenat dos animes nous a TV3) o de complement del nom (Akira és una pel·lícula d'anime).

## Història de l'anime

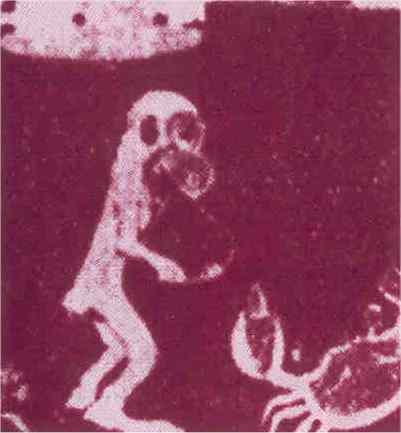
La batalla del mico i el cranc: fet per Seitaro Kitayama el 1917.

### Els inicis
L'animació japonesa neix a principis del segle xx, amb una sèrie de curtmetratges similars als que es feien a altres països com França, Alemanya, els Estats Units i Rússia. Katsudō Shashin ('fotos en moviment' o 'pel·lícula') és el títol del que es considera la primera animació japonesa. Tracta d'un nen mariner, és anònima i es creu que data de l'any 1907. La companyia Tennenshoku Katsudō Shashin (Tenkatsu) va ser la primera a produir i projectar diverses pel·lícules a partir de 1917, i la que va donar lloc a obres en què van participar Oten Shimokawa, Seitaro Kitayama i Jun'ichi Kōuchi, els anomenats «pares de l'anime».
Durant la dècada de 1930, l'animació japonesa va esdevenir un format alternatiu a les pel·lícules d'imatge real. Però a causa de la competència de productores estrangeres, com Disney, molts animadors van continuar fent animacions amb retalls, en comptes de cel·luloide per abaratir-ne els costos. El primer curt animat amb so és Chikara to Onna no Yo no Naka ('Dins del món del poder i les dones'), publicat el 1933, i el primer llargmetratge amb àudio i diàleg es titula Momotarō, Umi no Shinpei ('Momotaro, el guerrer diví dels mars'), el qual va gaudir d'ampli pressupost al tractar-se d'un film propagandístic que finança l'armada el 1945.

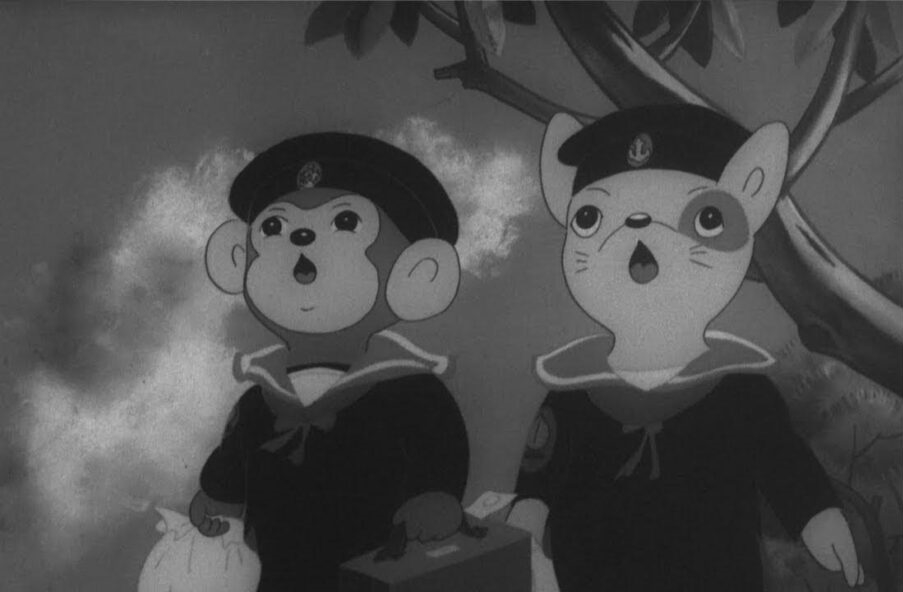
Momotarō, Umi no Shinpei ('Momotaro, el guerrer diví dels mars'): és el primer llargmetratge d'anime amb àudio i veu, realitzat el 1945.

Durant els anys 50, l'animació va proliferar en forma d'anuncis de televisió. És també en aquesta època que s'emet per televisió el que es considera la primera sèrie d'animació, Manga News (o Manga Shock), el 1957, i la primera animació en color de 9 minuts de durada, Mogura no Abanchūru ('L'aventura d'en talp'), el 1958. NHK també emet per televisió el 1960 el curt animat Mitsu no Hanashi ('Les tres històries'), una compilació de tres curts amb una durada total de 30 minuts, i Fuji TV la primera sèrie de curts animats, Instant History (també coneguda com a Otogi Manga Calendar), que s'emet cada dia de la setmana el 1961.

### L'anime modern
L'any 1963, Osamu Tezuka, conegut com a «Déu del Manga», va adaptar el seu manga Astro Boy (Tetsuwan Atomu) en sèrie de televisió. Es tracta del primer anime que es va emetre en format de sèrie setmanal en capítols de 20 minuts. La repercussió d'Astro Boy va influir en la indústria de l'animació japonesa durant els següents 10 anys i va ser el primer anime que es va estendre fora de les fronteres del Japó i va arribar a televisions de països d'occident, com els Estats Units i la Gran Bretanya.
Durant la dècada de 1970, el mercat japonès va viure una sacsejada, amb estudis d'animació com Toei reduint la seva plantilla i Mushi Production fent fallida. A conseqüència d'això, van aparèixer estudis com Madhouse i Sunrise i molts animadors joves van tenir l'oportunitat d'experimentar i dirigir nous projectes d'animació. Aquesta època també és coneguda per l'anime de gènere de robots gegants (conegut com a «meca» a occident), i de donar llum a sèries com Mazinger Z, Uchū Senkan Yamato, Conan, el nen del futur, Galaxy Express 999, Doraemon, El Capità Harlock o Mobile Suit Gundam, a més d'animes per a un públic femení com Heidi, Candy Candy o La Rosa de Versalles.

## Producció
Dins de la varietat d’estil i qualitat que poden tenir les sèries i pel·lícules, l'anime fa servir en la seva preparació i execució tècniques d'animació tradicionals i recursos narratius i cinematogràfics que el doten d'un estil únic però homogeni. El procés creatiu inclou l'elaboració de guions, disseny de personatges, guions il·lustrats, animació 2D i 3D, enregistrament de veus i producció de música.

### Animació
L’anime s'ha caracteritzat històricament per fer ús de tècniques d’animació limitada que l’han diferenciat d'altres escoles de dibuixos animats occidentals, com ara Disney, les quals s'han centrat a representar un tipus de moviment més realista. El perfeccionament d’aquest estil, que es defineix per utilitzar la menor quantitat de quadres d’animació per segon com sigui possible, ha fet que l’anime desenvolupi un llenguatge visual molt proper al del cinema i posi major èmfasi en la narració amb plans estàtics, plans detall, angles extrems i moviments de càmera.
A més d’això, aquesta limitació en l’animació ha generat un tipus d’animació que s'ha apartat del realisme i que expressa el moviment de personatges amb posicions més extremes i energètiques, fent ús principalment de fotogrames clau i no tants de fotogrames intermedis. Un dels animadors moderns més influents d’aquest tipus d’animació ha estat Yoshinori Kanada, qui ha inspirat animadors com Hiroyuki Imaishi, Masahito Yamashita, Akira Amemiya i Masami Obari.
D’altra banda, l'estalvi de dibuixos en escenes més estàtiques ha permès a les produccions d’anime amb un pressupost limitat invertir més temps i diners en escenes d’acció on el moviment és el més important. Aquesta tècnica d’animació japonesa ha rebut a occident el nom de sakuga, i ha obert les portes a animadors de renom que s'han especialitzat en aquest tipus d’animació més fluïda.
D’entre les tècniques d’animació més influents de l’anime es troben, per exemple, els moviments de càmera anomenats «Itano circus», un tipus d’escena popularitzada per l’animador Ichiro Itano en què els combats aeris amb míssils estan representats d’una manera extremadament acrobàtica. Una altra tècnica són els quadres d’impacte, fotogrames que s'intercalen ràpidament en un tall d’animació per donar contrast i força a un cop, i que va perfilar Masami Obari.

### Guió i guió il·lustrat

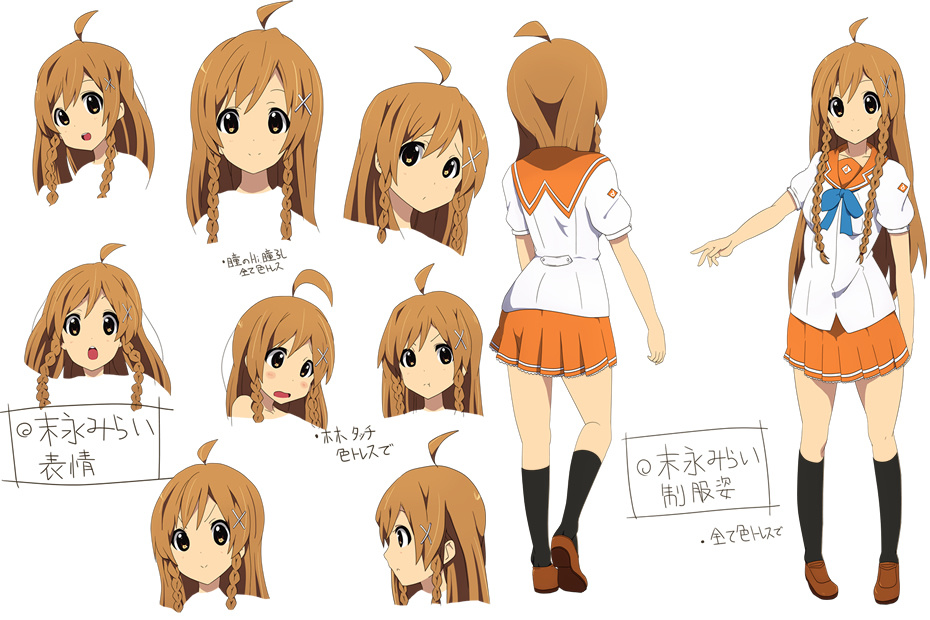
Exemple de model de personatge.

Després de triar una temàtica original o agafar com a referència una història existent, es comença la redacció del guió, en virtut del qual el director, amb l'assistència del director de producció, comença a donar instruccions al primer disseny dels personatges. El director artístic és qui realitza un primer esbós dels personatges i dels ambients. Amb tots aquests punts complerts, es fa una mena de còmic que serveix de base per al seguiment de tot el personal i que proporciona detalls, com ara el nombre de fotogrames per escena, els efectes visuals, punts de vista, els moviments de càmera, la dinàmica i la composició de les escenes (per a la creació de 26 minuts de guió il·lustrat, normalment calen al voltant de tres setmanes de treball). Un cop establert, sota la coordinació del director els guions il·lustrats, el disseny de personatges, el disseny de mecanismes i els fons, es realitzen dibuixos preliminars, els quals formen l'animàtica, que és una versió filmada de guió il·lustrat necessària per a verificar els temps i el ritme de les escenes, tant amb la incorporació del diàleg i la música que ha de tenir coherència amb les imatges i sons.

### Direcció d'una pel·lícula
Una de les principals innovacions introduïdes en l'anime és la recuperació de tècniques que s'utilitzen per compensar l'animació limitada, molt similars a les utilitzades en la direcció del cinema. Entre els moviments de càmera i els efectes més utilitzats es poden distingir: la correcció o imatges fixes, el lliscament, el disseny del lliscament a través del marc, el zoom, en el qual la càmera s'allunya o enfoca; i tècniques basades en la distància relativa dels dibuixos per accelerar o frenar el moviment d'un element; el pla, quan la càmera realitza una visió general de l'estructura horitzontal, la inclinació quan el pla és vertical és similar a la paella (tècnica d'animació), amb la càmera que segueix a l'acció, o d'un únic element de la mateixa empresa o el mateix element, però un al costat de l'altre, esvaïment, que és descolorida de negre a blanc (sovint en un marc fix de molta cura), també la tècnica on la imatge empeny a les anteriors i la pantalla es divideix, el quadre es divideix en diverses parts, cadascuna amb una visió diferent de la mateixa escena, la il·luminació de fons, el marc que afegeix un cel negre a excepció de la part que es vol il·luminar.

### Dilatació temporal
Moltes de les tècniques descrites anteriorment de recuperació, són també funcionals en el moment crucial de la dilatació del temps en l'anime. Sobre la mentalitat i l'espiritualitat japonesa no té massa sentit parlar de temps en termes cronomètrics objectivament de la mesura, ja que no té principi ni fi, es pot dir que el que compta és la qualitat d'un moment, la intensitat amb què es viu. Aquesta és la raó per la qual en l'anime es troben sovint moments abans de l'«etern» on el temps coincideix amb la descripció de l'entusiasme, de manera que com més es tracta de la més intensa s'estén fins al moment que es presentin fora de temps, en una imatge fixa, o en una paella (tècniques d'animació). Una desacceleració emfàtica, podria portar una batalla, o una reunió d'uns moments a l'última per més d'un episodi, amb un propòsit que és evident, no per estalviar més l'elaboració, sinó més aviat per augmentar la tensió i la implicació emocional, com en les tradicions teatrals, com amb l'expressionista alemany Serguei Eisenstein per fer un tipus de cinema americà i cinema negre primer.

### Disseny dels personatges
En l'anime, el disseny dels personatges pot variar de certes maneres depenent de l'època o dels dibuixants. Algunes característiques comunes són:

Model comú d'ulls d'anime.

Prototip d'un personatge femení.

- Els ulls. Normalment són grossos, ovalats, definits i de vegades de colors cridaners, tot i que hi ha produccions fan servir ulls menys exagerats en el disseny de personatges, com Hayao Miyazaki en les seves pel·lícules.
- Els cabells. N'hi ha de totes formes, mides i volums, per a personatges masculins i femenins. A més d'una gran varietat de colors, aquests poden tenir diferents formes d'ombreig.[24]
- El cos. Pot ser molt semblant a les proporcions del cos humà o desproporcionat. Un exemple és l'estil chibi o super deformed, on els trets poden ser molt exagerats, amb el cap mesurant un terç o fins i tot la meitat de tot el personatge per accentuar-hi la comèdia.
- La cara. El nas i la boca solen ser petits, la part baixa de la cara sembla la d'un pentàgon. Una àmplia varietat d'expressions facials són usades per denotar estats d'ànim i pensaments. L'anime utilitza un conjunt diferent d'expressions facials en comparació amb l'animació occidental.[25] Hi ha altres elements estilístics comuns que apareixen en la comèdia, quan els personatges que estan commocionats o sorpresos fan una «cara de culpa» exageren molt (molt per sobre del que és humanament possible) les seves expressions facials.

També cal tenir en compte que les característiques d'éssers no humans com animals, robots, monstres o dimonis varien segons el context i són molt diferents de les dels humans. Els animals poden tenir un dibuix com realment són, tot i que també poden haver-hi híbrids entre humans (vegeu kemono). Els robots i els monstres poden ser de mida gegantina com els gratacels, tot i que també poden presentar característiques chibi, de manera còmica.
Alguns estils de dibuix predominants en l'anime:
- Bishōjo: Literalment, 'noia bonica'.
- Bishōnen: Literalment, 'noi bonic'.
- Moe: Estil que exagera les característiques bufones dels personatges.
- Super deformed: Personatges petits, com ninotets. Són capgrossos i exageren les característiques infantils.

### Àudio
La banda sonora que utilitza en els diferents formats d'anime es diu OST com abreviació d'Original Soundtrack. Aquesta pot estar composta de:
- Opening (o obertura): Cançó posada a l'inici de l'animació (OVA i capítols de sèries) quan apareixen els crèdits inicials, és acompanyada per una animació que sol caracteritzar la sèrie. Poden ser interpretats o compostos per bandes o cantants populars del Japó.
- Ending (o cloenda): Cançó posada al final de l'animació (OVA i capítols de sèries) quan apareixen els crèdits finals, és acompanyat una animació més simple que la de l'opening. Poden ser interpretats o compostos per bandes o cantants populars del Japó.
- Banda sonora (OST): Cançons que s'utilitzen per acompanyar les escenes, depenent dels directors, pot usar una composició complexa d'òpera.[27]
- BGM o Background Music: Pistes musicals (molt petites, no arriben a ser una cançó) utilitzades per acompanyar les escenes.
- Bonus o Extres: Cançons compostes especialment per a l'animació però que no apareixen en aquesta. Poden ser peces inspirades en aquestes o cançons pensades des del punt de vista d'un personatge i interpretades pel mateix seiyū, (actor de veu).

El repartiment d'actors de veus a l'anime rep el nom de seiyū. La professió de seiyū és coneguda i desenvolupada al Japó.

## Gèneres

### Gèneres demogràfics
A continuació es mostren els gèneres usats exclusivament per l'anime i el manga.
- Josei (女性, literalment «dona»):: Anime amb audiència objectiva per a les dones joves i adultes. Exemples: Nana, Nodame Cantabile.
- Kodomo (子供, literalment «nen»): Anime enfocat cap al públic infantil. Exemples: Doraemon, Pokémon.
- Seinen (青年, literalment «home jove»): Anime amb audiència objectiva pels homes joves i adults. Exemples: Monster, Berserk, Gantz.
- Shōjo (少女, literalment «noia» o «jove»):: Anime enfocat cap a les noies adolescents. Exemples: Sakura, la caçadora de cartes, Candy Candy, Sailor Moon.
- Shōnen (少年, literalment «noi» o «noia»): Anime enfocat cap als nois adolescents. Exemples: Saint Seiya, Bola de Drac, Naruto.

### Gèneres temàtics
Segons la seva temàtica es poden classificar en diferents tipus:
- Anime progressiu: Animació feta amb propòsits d'emular l'originalitat japonesa. Exemples: Serial Experiments Lain, Evangelion.
- Cyber punk: La història succeeix en un món devastat. Exemple: El Puny de l'Estrella del Nord.
- Ecchi: Presentant situacions eròtiques o pujades de to i portades a la comèdia. Exemple: Golden Boy.
- Harem: Moltes dones són atretes per un mateix home. Exemples: Rosario + Vampire, School Days.
- Harem Revers: Molts homes són atrets per una mateixa dona. Exemple: Fruits Basket.
- Hentai: Significa literalment «pervertit», és l'anime pornogràfic. Exemples: Bible Black, La Blue Girl.
- Kemono: Humans amb trets d'animals o viceversa. Exemple: Tokyo Mew Mew.
- Magical Girlfriend: La història principal tracta d'una relació entre un ésser humà i un alienígena, un déu o un robot. Exemples: Onegai Teacher, Aa! Megamisama, Chobits.
- Gekiga: Terme usat pels animes dirigits a un públic adult, tot i no tenir res a veure amb el hentai. El terme literalment significa «imatges dramàtiques».
- Maho shojo: Magical girl, noia-bruixa o amb poders màgics. Exemples: Corrector Yui, Sailor Moon.
- Meca: Robots gegants. Exemples: Gundam, Mazinger Z, RahXephon, Code Geass, Evangelion.
- Meitantei: És una història policíaca. Exemples: Sherlock Holmes, Detectiu Conan.
- Romakome: És una comèdia romàntica. Exemples: Lovely Complex, School Rumble.
- Sentai: Són les històries de superherois. Exemple: Cyborg 009.
- Shōjo-ai i Yuri. Romanç homosexual entre noies o dones. Es diferencia el primer del segon en el contingut, sia explícit o no. Exemples: Utena, Strawberry Panic.
- Shonen-ai i Yaoi: Romanç homosexual entre nois o homes. Es diferencia el primer del segon en el contingut, sia explícit o no. Exemples: Loveless, Sensitive Pornograph.
- Spokon: Històries esportives. Exemples: Slam Dunk, Captain Tsubasa.
- Gore: Anime de tipus gore, exemples: Elfen Lied, Higurashi no Naku Koro ni, Gantz i Corpse Party.

## Temàtiques de l'anime

### Trama
Sobre les característiques notables del gènere, destaca el desenvolupament de trames complexes al llarg d'un cert nombre d'episodis i una àmplia varietat de temàtiques. A la dècada de 1970, l'anime va començar a prendre un rumb diferent del món de l'animació en altres països. Les produccions occidentals normalment es caracteritzen per estar dirigides a un públic infantil, mentre que l'anime pot tractar temes més complexos i profunds, com l'existencialisme, i de vegades fer servir un llenguatge més madur i representar explícitament escenes de violència i sexe. Igual com passa en el cinema, la demografia afecta la temàtica que es tracta en una obra. Per exemple, el gènere shonen, les sèries d'acció dirigides a un públic jove masculí, reflecteix moments i valors que són importants durant l'adolescència i inclou temes com ara l'amistat, les baralles, les aventures o els primers amors. En canvi, el seinen, que s'adreça a un públic adult masculí, sol presentar temes més madurs i decantar-se més per la ciència-ficció.

#### Romanticisme
A les relacions entre personatges se li dona molta importància en alguns animes, especialment en els del gènere shōjo. La gran majoria de les sèries tenen alguna part emocional i connotacions ideològiques. Les imatges poden crear un fons adequat per a la transferència dels seus pensaments emocionals. Tot i que les sèries destinades a un públic femení se li prenen més importància als sentiments dels personatges, no és quelcom aliè trobar-ho en les sèries destinades al públic masculí. Un element molt important dins dels romanços és que els personatges estiguin desesperats per una persona en especial (fet que pot ser tant un drama com una comèdia romàntica), un dels millors exemples quant a l'expressió dels sentiments és la sèrie Candy Candy. El sacrifici d'amor que fa una persona per la seva parella és un concepte que s'empra en les sèries d'acció, quan un personatge femení ha de ser rescatat dels oponents i es dona un duel entre el personatge principal i el seu enemic (es reflecteix per exemple en la sèrie Hokuto no Ken). També hi ha diversos gèneres romàntics, on es poden donar de diferent manera.

#### Realisme
Tot i predomina la fantasia sobre els successos reals, algunes sèries tenen influències del moviment realista, fins i tot s'han adoptat obres literàries a l'anime. Les històries explicades a través d'aquest mitjà poden ser produïdes mitjançant la combinació de diversos gèneres cinematogràfics, com a tals hi ha una gran quantitat de temes, poden descriure esdeveniments històrics, com els esmentats posteriorment. És un tret bastant comú veure com un anime reflecteix la cultura i les tradicions japoneses. Les idees populars dels personatges són: la persistència, la manca de voluntat de lliurament, persones molt poderoses, circumstàncies difícils, la llibertat de determinació i l'elecció de la vida, tenen un paper important en la moral. També hi ha sèries amb drames històrics, que narren diferents successos del Japó, com Rurouni Kenshin, o d'Europa com la pel·lícula Steamboy, on part dels personatges són ficticis, però els altres poden ser part de la història. La política és un altre tema que pot aparèixer en un anime, fins i tot els primers llargmetratges d'anime eren publicitat de la guerra i on també el gènere mecha ha format part d'un domini de diferents llocs i ideologies dins de les sèries, també es veuen els abusos que es cometen en l'autoritat (que es fan presents en els personatges contraris). Un altre element molt distingit és l'existencialisme, on els personatges tracten d'analitzar la seva història, i els diferents esdeveniments pels quals han passat, es pot veure de manera molt profunda en Ghost in the Shell.

#### Humanitat, Naturalesa i Tecnologia
La tradició xintoista també es pot veure il·lustrada en l'anime fent un complex debat sobre la relació entre la naturalesa i la tecnologia que ha estat des de fa molt de temps un tema important en la societat japonesa (I en el món sencer). Per exemple, la pel·lícula Momotarō: Umi no Shinpei (Momotaro: el guerrer diví dels mars), mostra una relació entre el medi ambient, que és representat pels animals d'una illa, i la tecnologia, que és representada en forma de propaganda de la Segona Guerra Mundial, on també el gran desenvolupament de la tecnologia ha format part de la postguerra. També dins dels gèneres de la ciència-ficció està el gènere mecha (robots gegants), on es pot explicar com la tecnologia en comptes de ser un desenvolupament positiu, comença a ser una gran font de devastació, paradoxalment el dany ocasionat és recuperat per la mateixa tecnologia. Un altre concepte és el ciberpunk, on la pel·lícula Akira se la considera una pionera. També en la sèrie Serial Experiments Lain, el concepte d'humanitat és barrejat amb la tecnologia, i la humanitat se li pren menys importància, generalment van acompanyades amb temes d'existencialisme. En un altre sentit, l'home-tecnologia, en particular, és també la cara a través de la qual l'anime pren una transposició de la modernitat i, en última instància, que va donar lloc a una inseparable combinació entre el vell i el nou.

#### Cultura japonesa

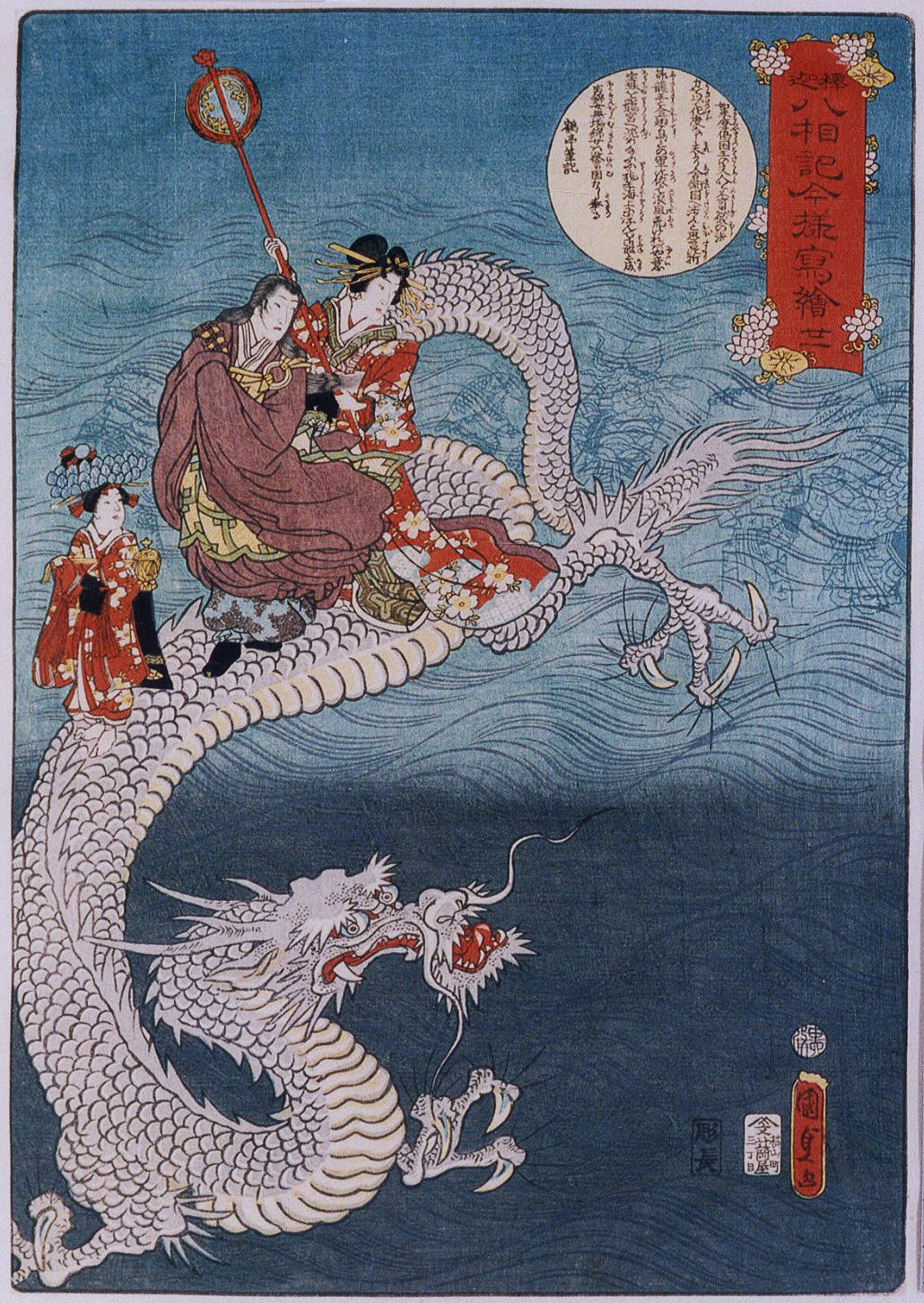
Kunisada II: El Drac, c. 1860, L'estampa representa a Buda muntat en la part posterior d'un drac marí gegant.

Aquest gènere narratiu neix d'una barreja entre la cultura del Japó i la d'occident. Del gènere occidental rescata alguns arquetips dels personatges, presentació en capítols de la mateixa durada i tècniques d'animació entre altres coses. A això se li afegeixen conceptes tradicionals japonesos com l'èmfasi en la vida quotidiana i l'estil tradicional del dibuix japonès modernitzat. A més es poden presentar altres tipus de mitologies, com la xinesa, la grega o l'escandinava (si es prenguessin exemples, estarien les sèries de Bola de Drac, Saint Seiya i Loki, el detectiu misteriós respectivament). També cal prendre importància que han pres d'altres religions, com l'hinduisme i el cristianisme.

##### Xintoisme i budisme
El xintoisme és la religió nativa del Japó, i es caracteritza per una visió animista de la natura. La xin-to és la forma de conducta dels déus que harmonitzen amb la natura i els esperits dels avantpassats, entre les deïtats hi ha els kami (神, déu), que en general són esperits bondadosos que contraresten els oni (鬼, dimoni), que són dimonis violents. Els mites i les llegendes de tradició xintoista són innumerables, començant amb els recollits en el Kojiki i en el Nihon Shoki (textos que daten del segle viii), que proporcionen a les ànimes més d'un punt de partida per a les històries que es narren al Japó. En particular, un segell distintiu del xintoisme és la combinació dels elements fantàstics situats més enllà del límit normal de la percepció humana ordinària amb la vida quotidiana, una característica que també és fàcil de trobar en moltes obres d'anime. Ikakku és un manga sobre un monjo budista on s'explica aquest tema en detall.

##### Bushidō
Uns altres factors que construeixen l'anime són: les tradicions, les anècdotes i les situacions que, sens dubte, són l'ètica marcial, que és bàsicament la causa de la complexitat del codi de la conducta que consisteix el bushido, la via dels nobles guerrers. Les històries en l'anime, en particular, tendeixen a combinar els aspectes del bujutsu (武术, bujutsu) i el budo (武道, Budo) que no només proporcionen el dret capaç de demostrar la lluita, sinó també per a representar el camí de la moral i d'educació a protagonitzar. En alguns casos, l'heroi també pot ser divinitzat com passa en la mitologia grega. No obstant això, atès que el bushido es connota per la presència de qualitats del lideratge moral, com la justícia, el sentit del deure, la lleialtat, la compassió, l'honor, l'honestedat i la valentia, és bo recordar que el seu origen cultural no només és representat a l'anime, que d'alguna manera se centren en el combat, o directament en el conflicte posat en el Japó feudal, sinó que també es representa en la modernitat del Japó. Un clar exemple on es marca molt el bushido en el manga és en la història de El llop solitari i el seu cadell.

##### Senpai-Kohai
En el camí dels budokas hi ha una norma que diu que no es podrà començar el camí de l'aprenentatge sense un guia, sia un pare o mestre (sensei). En la societat japonesa, en general és representat la figura del senpai-kōhai, on el primer és el que es va iniciar per primera vegada, i el segon, qui va començar més tard. Això implica el respecte i la devoció del kōhai cap al senpai, el senpai ha d'assessorar i orientar en la vida al kōhai, es pot determinar en cada context social, de l'escola al treball, dels esports a la política, i també, es reflecteix en l'anime, on moltes vegades els personatges són ensenyats per un mestre. Trets molt característics en molts mangues shonen com Yaiba, Bola de Drac i Usagi Yojimbo.

#### El sentit del deure
El sentit del deure també se sol representar en l'anime, la veritable força rau en no preocupar-se per la seva pròpia felicitat personal amb la finalitat d'assolir els ideals i complir amb un deure, és una recerca per tractar de cercar un camí intern. Les visites tenen el deure de pagar un deute, que pot ser contra el rei, els pares, els avantpassats i fins i tot en contra del seu nom, però en les històries de moltes persones arriben a estar en contra de tot el món, el respecte en el qual el protagonista, sovint més enllà dels seus sentiments personals i l'aïllament que implica la seva inevitable diversitat, assumeix la responsabilitat pel sacrifici propi, que és inspirat per la història militar del Japó. Tanmateix, la moral és un terme on l'univers és considerat pels japonesos amoral i indiferent.

#### Cristianisme
El cristianisme com a religió importada, ha estat molt influent en la societat japonesa i de gran interès. Amb els processos de la missió de Sant Francesc Xavier el segle xvi, i les persecucions que van tenir els cristians per voler expandir el catolicisme a l'Àsia oriental. El 1587, Toyotomi Hideyoshi, dàimio del moment, va ordenar que els missioners deixessin el país. Després de l'era Meiji, els missioners tornaren, fundant universitats. Actualment, l'1% de la població és cristiana, els altres tenen una preferència de veure aquesta religió a la cultura popular, sense importar si ve de Hollywood o Tòquio. Amb aquest motiu s'han pres alguns elements, com la sèrie Neon Genesis Evangelion, amb diverses referències. Alguns elements es relacionen amb les altres tradicions, per exemple, un element ha estat l'enfrontament dels kami i els oni, que tenen similituds amb els conceptes dels àngels i els dimonis que també han estat representats. També si es prenen en compte els valors del sentit del deure com l'altruisme i l'amistat, que es relacionen amb l'autosacrifici dels personatges per ajudar els altres (que constantment és una cosa que es veu en el gènere Shonen). També estan els antivalors com la supèrbia dels personatges, on també acaben derrotats (una cosa que es veu tant en les històries de la cultura occidental i la cultura oriental).

## Formats

### Sèries de televisió
Les sèries de televisió s'emeten de forma regular, en general a ritme d'un capítol per setmana. En la majoria dels casos, les sèries d'anime tenen menys qualitat que els OVA o les pel·lícules, bàsicament pel baix pressupost del qual disposen, ja que en una sèrie hi pot haver molts capítols. La gran majoria d'episodis duren uns 23 minuts, que en fan 30 si s'hi afegeix la publicitat. Tanmateix, alguns episodis són més curts, d'uns 12 minuts, d'aquesta manera que se'n poden encabir dos de diferents en el mateix temps. Les sèries s'acostumen a ordenar en temporades. Una temporada sencera són 26 episodis, tot i que alguns títols empren «mitges temporades», de 13 episodis. Per tant, la majoria dels animes tenen un nombre d'episodis múltiple de 13. En general, l'estructura de les sèries permet que es pugui seguir la història saltant-se algun capítol gràcies al recordatori del capítol anterior que se sol fer. Totes les sèries d'anime consten d'un «opening» (una cançó i crèdits a l'inici), un «ending» (una cançó i crèdits al final) i sovint un «eyecatch». Un «eyecatch» és una escena molt curta, d'uns 2 o 3 segons, que s'empra per assenyalar el començament o final de la pausa per a publicitat. La gran majoria dels animes tenen aquest format:
1. Opening
2. «Part A» de l'episodi
3. Eyecatch
4. - Publicitat -
5. Eyecatch
6. «Part B» de l'episodi
7. Ending
8. Avanç del següent capítol

Els «eyecatch» només solen aparèixer en les sèries per a televisió.

### OVA
OVA és l'abreviació d'«Original Video Animation» ('animació original en vídeo') o també «Only Video Available» ('només disponible en vídeo'). No té una durada fixa, ja que pot anar d'uns pocs minuts a 45. De vegades poden ser complements de la història. Solen tenir un opening i un ending però mai un o diversos eyecatch.

### Pel·lícules
Són llargmetratges produïts pels estudis. Poden ser històries inventades per la pel·lícula, històries originals basades en algun manga o una història inventada d'aquell manga on transcorre una aventura nova fora d'ell. Normalment, la seva durada va d'entre 50 a 120 minuts, es difereixen bastant d'altres formats d'animació —per exemple, la qualitat d'imatge— i en conseqüència causa majors costos de producció.

### Especials de televisió
Són capítols on apareixen els personatges de la sèrie, i la història pot estar relacionada o no amb el fil argumental d'aquesta. S'empren per a celebrar una quantitat destacada d'episodis, per mostrar algunes escenes o seqüeles inèdites, com a episodis resum o per celebrar una festivitat concreta del país.

### ONA
L'ONA («Original Net Animation», animació creada per Internet) és l'anime especialment dissenyat per a la seva distribució a Internet. El format ONA encara no és molt usat i la seva durada és en general curta. Un exemple d'aquest és Azumanga Daioh.

## Directors reconeguts

### Isao Takahata i Hayao Miyazaki

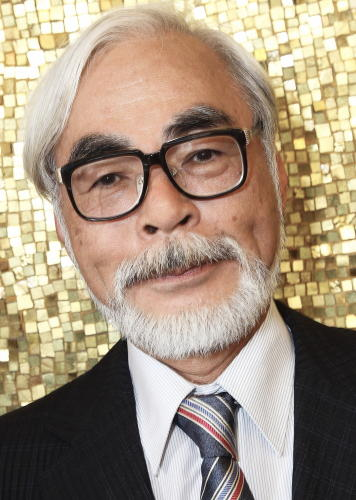
Hayao Miyazaki al Festival de Cinema de Venècia de 2008

Isao Takahata i Hayao Miyazaki, després d'abandonar la Toei Doga es posaren a treballar en sèries de televisió, no obstant Miyazaki sentia grans desitjos de tornar al cinema, i aconseguí signar com a director on la seva primera pel·lícula fou l'adaptació cinematogràfica del popular personatge televisiu Lupin III, la pel·lícula era El castell de Cagliostro (1979). Gràcies al ritme ràpid que li insuflà Miyazaki hi ha uns gags basats sobretot en l'acció, resultà una obra altament reconeguda.
Miyazaki publicava des del 1982 a la revista especialitzada Animage el manga Nausicaä de la Vall del Vent, que gaudia de gran prestigi. Gràcies a això, sorgí el projecte que Miyazaki realitzà pel cinema, que Takahata es responsabilitzà de produir. Per la seva banda Miyazaki, a més de dirigir, s'encarregà també de l'argumentació, el guió i el guió il·lustrat. Així aparegué la pel·lícula amb el mateix títol el 1984, on Miyazaki retratà una Terra devastada per la guerra, on la humanitat estava en perill d'extingir-se. Tot i tractar-se d'un tema poc comercial com és el de la relació entre els éssers humans i la natura, el públic mostrà un gran interès.
Gràcies a l'èxit d'aquesta pel·lícula, Takahata i Miyazaki convençaren el magnat del món editorial Yasuyoshi Tokuma perquè col·laborés en la formació dels seus propis estudis de cinema d'animació, inaugurant d'aquesta manera el 1985 l'Studio Ghibli. Dins d'aquests, Miyazaki dirigí títols com El castell al cel (1986), vagament inspirada en Els viatges de Gulliver de Jonathan Swift; El meu veí Totoro (1988), amb una estranya criatura dels boscos que només els nens de cor pur poden veure; Kiki, l'aprenent de bruixa (1989), sobre les penalitats d'una jove bruixa, i Porco Rosso (1992).
Per la seva banda, Takahata dirigí La tomba de les lluernes (1988), basada en un argument d'Akiyuki Nosaka, que relata la història de dos germans que es queden orfes durant els bombardejos nord-americans. Després d'aquesta, realitzarà Pompoko (1994), on els tanuki protagonistes veuen amenaçada la seva casa pel desenvolupament urbanístic i decideixen passar a la defensa emprant les seves habilitats per a transformar la seva aparença. Totes aquestes produccions tingueren un gran èxit comercial fins i tot a l'estranger i feren que el nom de l'Studio Ghibli començà a cobrar fama.
Amb l'estrena de La princesa Mononoke (1997) el nom de l'Studio Ghibli va tornar a ressonar. Amb aquesta història ambientada en l'era Muromachi (del segle xiv al segle xvi), es va tornar al tema de la natura amenaçada pels éssers humans. Sobrepassant totes les expectatives, la recaptació va sobrepassar els deu mil milions de iens al Japó, superant fins i tot la nord-americana ET, l'extraterrestre. Miyazaki, que havia declarat als mitjans de comunicació que aquesta seria la seva última pel·lícula, es retractà poc temps després d'aquesta afirmació.
Miyazaki tornà a la direcció el 2001 amb El viatge de Chihiro, la història d'una noia capritxosa que, per salvar els seus pares atrapats per una bruixa, serveix en una casa de banys termals poblada per éssers sobrenaturals i aprenèn a valer-se per si mateixa. Aquesta pel·lícula va tornar a elevar el llistó de la taquilla, amb uns ingressos de 105,6 milions d'euros, igual que els de Titanic. El febrer de 2002 va aconseguir l'Os d'Or a l'edició del Festival Internacional de Cinema de Berlín i el març de 2003 l'Oscar a la millor pel·lícula d'animació, fets àmpliament recollits per la premsa japonesa, ja que es tracta de la primera (i única de moment) pel·lícula d'anime que ha guanyat un Oscar.
Miyazaki va tornar més tard amb El castell ambulant (2004). El setembre de 2005, Miyazaki rebré el Lleó d'Or a la seva carrera. En canvi, Takahata, el seu company, després del fracàs comercial de Hōhokekyo Tonari no Yamada-kun (1999), es va mantenir apartat de l'anime fins al 2013, quan va presentar el film Kaguya-hime no Monogatari ('El conte de la princesa Kaguya'). El 2008, Miyazaki va publicar el llargmetratge La Ponyo al penya-segat i el 2013, El vent s'aixeca.

### Mamoru Oshii
Al Japó és molt reconegut l'anime de Mamoru Oshii. Després de treballar un temps per a la televisió, Oshii cridà aviat l'atenció per la seva sèrie Lamu, la petita extraterrestre així com per la molt posterior Patlabor. Tanmateix, el nom d'Oshii arribà a les audiències occidentals gràcies a Ghost in the Shell (1995). En l'edició de Canes l'abril de 2004 presentà Ghost in the Shell 2: Innocence (2004), que és una seqüela de la pel·lícula de 1995.

### Katsuhiro Ōtomo
Katsuhiro Otomo assolí fama internacional gràcies a la pel·lícula Akira (1988), basada en un manga de creació pròpia, després de la qual vingué la pel·lícula Memories (1995), codirigida amb Koji Morimoto i Tensai Okamura. Anys després, tornaria dirigint la pel·lícula Steamboy (2004), una història de l'steampunk més tradicional i amb un pressupost milionari, fent que sigui la pel·lícula d'animació més cara de la història.

## Indústria

### Producció

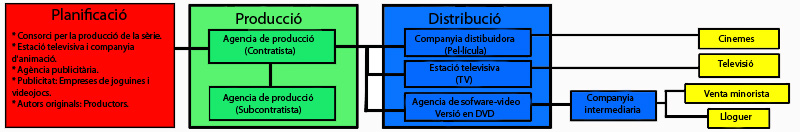
Estructura de la indústria moderna de l'anime.

Entre la dècada de 1990 i del 2000, la producció d'anime s'ha incrementat considerablement:
El 2001 les pel·lícules, els vídeos i les produccions televisives van arribar a una quantitat aproximada de 180 mil milions de iens (1,35 mil milions d'euros), i quant a l'exhibició s'estima que va ser de 43 mil milions de iens (323,4 milions d'euros). També la quantitat d'emissions de televisió ha estat molt significativa:
| Any  | Emissió al matí | Emissió a la tarda | Emissió a la nit | Total |
| ---- | --------------- | ------------------ | ---------------- | ----- |
| 1996 | 643             | 850                | 1,090            | 2,583 |
| 1997 | 667             | 660                | 1,261            | 2,588 |
| 1998 | 673             | 452                | 1,406            | 2,531 |
| 1999 | 906             | 393                | 1,254            | 2,553 |
| 2000 | 724             | 271                | 1,291            | 2,286 |

### Companyies
El nombre de creadors d'anime al Japó és de 3.657 i el d'empreses de 247. La quantitat de llicències que ha generat és de 2.772.500.000 d'euros, i en exhibicions 5.709.000 més. També s'ha de tenir en compte que, Toei Animation, sent la companyia d'anime més gran del Japó, ha generat grans quantitats d'ingressos procedents de les vendes de productes d'anime tant fora com dins del Japó:
| Any  | Ingressos en milions de iens fora del Japó | Ingressos en milions de iens al Japó |
| ---- | ------------------------------------------ | ------------------------------------ |
| 1999 | 1,561                                      | 8,233                                |
| 2000 | 5,452                                      | 9,393                                |
| 2001 | 7,154                                      | 8,876                                |
| 2002 | 6,253                                      | 11,442                               |

Dins de les companyies, estan els estudis d'animació en activitat, amb principals com:
| Nom               | Fundació | Treballadors |
| ----------------- | -------- | ------------ |
| Aniplex           | 1997     | 50           |
| Bee Train         | 1997     | 70           |
| BONES             | 1998     |              |
| Eiken             | 1952     | 50           |
| GAINAX            | 1981     | 20           |
| Gonzo             | 1992     | 155          |
| J.C.STAFF         | 1986     | 120          |
| Kyoto Animation   | 1981     | 67           |
| Madhouse          | 1972     | 120          |
| Manglobe          | 2002     |              |
| Nippon Animation  | 1975     | 100          |
| Production I.G    | 1987     | 184          |
| Satelight         | 1995     | 77           |
| Studio 4 °C       | 1986     |              |
| Studio Ghibli     | 1985     | 150          |
| Studio Nue        | 1972     |              |
| Studio Pierrot    | 1979     |              |
| Studio Trigger    | 2011     |              |
| Sunrise           | 1972     | 170          |
| Tatsunoko         | 1962     | 43           |
| Toei Animation    | 1956     | 462          |
| TMS Entertainment | 1995     | 298          |

## Distribució d'anime fora del Japó

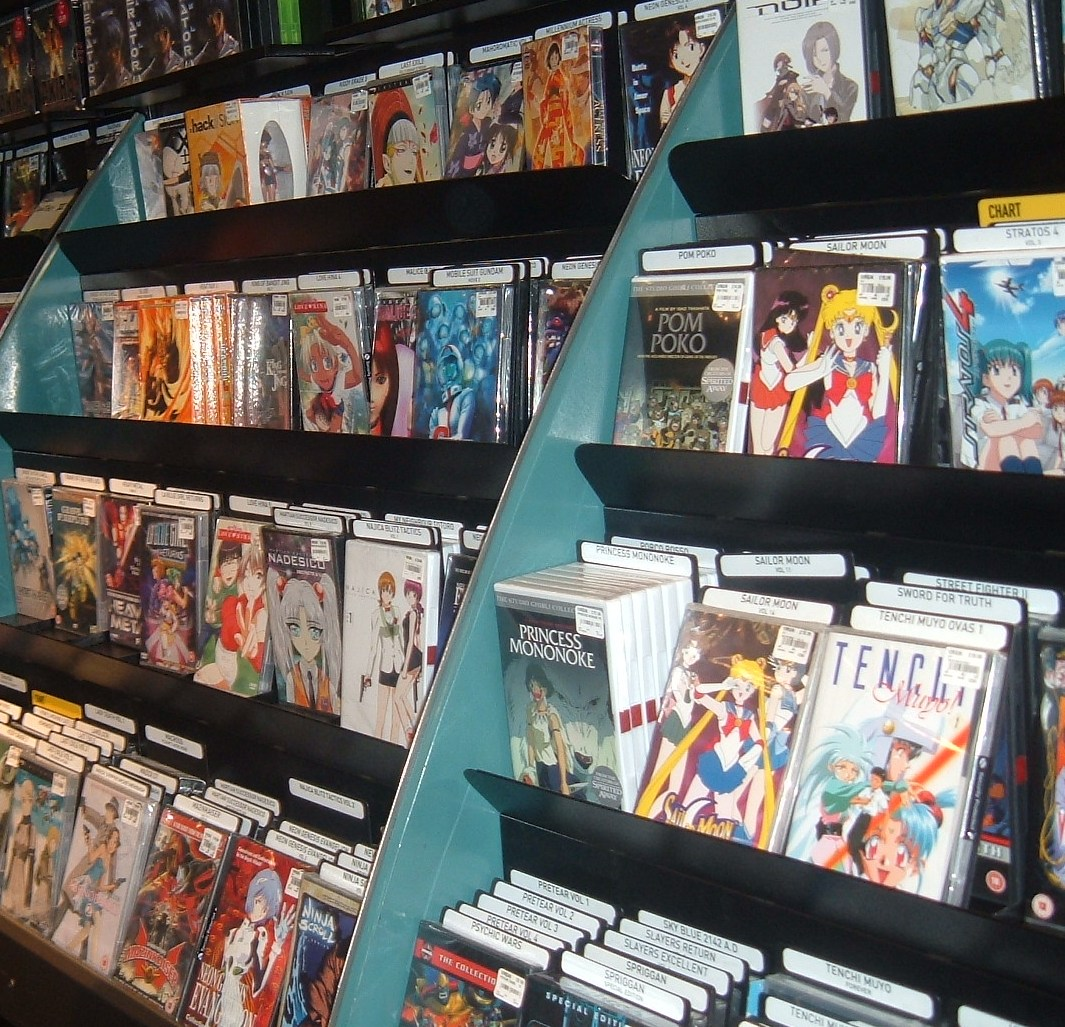
Prestatgeries de DVDs.

### Àsia
L'animació japonesa és molt popular a Taiwan, Corea del Sud i el sud-est d'Àsia, on per exemple la sèrie per a nens Doraemon ha estat particularment reeixida a Tailàndia i les Filipines a principis de la dècada de 1990, igual amb Pokémon. A la televisió de l'Orient Mitjà la sèrie UFO Robatori Grendizer va tenir molta popularitat.

### Amèrica

#### Estats Units i Canadà
A Amèrica l'anime començà a emetre als Estats Units el 1961 amb la pel·lícula Shonen Sarutobi Sasuke (sota el nom de Magic Boy), i després amb Astroboy sent la primera sèrie transmesa. En aquest país han estat notables tant les edicions a referències culturals com les aplicacions de censura a certes sèries per part d'algunes companyies amb l'objectiu que siguin aptes per a tots els públics. Per aquest motiu s'han llançat moltes sèries en DVD sota el segell «Uncut» (sense talls), generant molts guanys als distribuïdors. Al Canadà, l'anime ha tingut un impacte semblant als dels Estats Units, un dels canals més importants que transmet anime és la YTV. Als Estats Units d'Amèrica hi han hagut empreses de doblatge con Crimson Star Media.

#### Amèrica Llatina
A Llatinoamèrica, l'anime va començar a distribuir-se per la dècada de 1970 començant per: Mèxic, el Perú, Xile i l'Argentina amb les sèries: Heidi, Chopy i la princesa, Candy Candy i Meteora. Les seguirien: Kimba, el lleó blanc i Mazinger Z els anys vuitanta. Moltes d'aquestes sèries eren retransmeses per la televisió oberta de molts països llatinoamericans. A partir del 1990 l'anime començà a prendre molta popularitat amb: Saint Seiya, Sailor Moon, Ranma 1/2 i les sagues de Bola de Drac i més tard Pokémon, Sakura, la caçadora de cartes i Yu Gi Oh. Els canals distribuïdors en aquella època eren: Locomotion, Fox Kids, Cartoon Network i diversos canals de senyal obert. Actualment, a Llatinoamèrica, els canals distribuïdors d'anime són: Animax, (successor de Locomotion, després que fos comprat per la Sony), Cartoon Network i Etc. TV a Xile.

### Europa
L'anime a Europa ha tingut una forta radiodifusió televisiva, països com: Espanya, Itàlia i França ha patit en les dècades de 1970 i 1980 una «invasió pacífica» per part d'aquest gènere. De fet, a França els primers animes que es va retransmetre van ser el 1974, amb les sèries Chopy i la princesa i Kimba, el lleó blanc, però la importació massiva va començar només després de l'èxit de la sèrie UFO Robatori Grendizer retransmesa el 1978. A Itàlia es retransmet actualment anime pel senyal de MTV.
A Alemanya la programació televisiva d'anime és un fenomen força recent. Les primeres sèries que es van transmetre a l'oest d'Alemanya van ser Speed Racer el 1971 i Capità Futur el 1980. Els seus èxits no eren enormes, ja que a vegades eren acusats de ser massa violents i inadequats per als nens i només amb la retransmissió de la sèrie La Rosa de Versalles i les de gènere esportiu com: kickers i Mila Superstar a mitjans dels noranta han trobat més espai en la programació alemanya.
La situació al Regne Unit va ser molt diferent, l'anime pràcticament no havia tingut espai a la TV però quan el mercat del vídeo domèstic de l'anime s'havia consolidat des del final dels vuitanta amb la venda de pel·lícules VHS d'Akira i el naixement de Manga Video aquest fet canvià, a diferència d'Itàlia i França, aquest succés només ha passat a la segona meitat dels noranta. Els recents èxits internacionals recollits en llargmetratges de Hayao Miyazaki i l'Studio Ghibli va obrir les portes de la celebració japonesa també en països com: Finlàndia i Polònia, mentre que l'abril del 2007 a Romania, Hongria i la República Txeca van ser el llançament d'Animax, el canal temàtic de pagament per satèl·lit de Sony, un canal d'anime que emet 24 hores del dia, més tard integrant Alemanya i Portugal.
A Espanya, es van emetre el 1970 les sèries: Heidi i Marco i posteriorment Mazinger Z. En els anys 80 es va emetre Candy Candy. Igual que a Llatinoamèrica, la popularitat de l'anime va començar en els 90 amb les sèries: Saint Seiya, Bola de Drac i Kyaputen Tsubasa i hi va haver altres títols com: Kimagure Orange Road, City Hunter i Sailor Moon. A Espanya actualment, són transmesos per Buzz, Cuatro i alguns pel senyal espanyol de Jetix. A la dècada del 2000 s'ha incrementat molt la programació, malgrat que és molt inferior a la retransmesa al Japó. Recentment, s'ha llançat a Espanya el canal ANIMAX dedicat íntegrament a la programació anime.

#### Catalunya
A Catalunya, Televisió de Catalunya ha estat coneguda per apostar per sèries d'anime des de mitjans de 1980, començant dins del Club Super3 i posteriorment creant espais propis com el programa Manga! (1996-1998), el contenidor juvenil 3XL.net (2000-2007), 3XL.cat (2007-2010) i el posterior Canal 3XL (2010-2012). Per la seva part, La 2, de Televisió Espanyola, en el seu Circuit Català, va ser el primer canal que va emetre anime en català l'any 1984, amb sèries com La família Robinson, Banner i Flappy i Jacky, en el bosc de Tallac. TV3 també va començar aquell mateix any amb la sèrie Hola, Sandybell, però no va ser fins posteriorment que van aparèixer sèries que van passar a formar part de la cultura popular catalana, com Dr. Slump (1987), Bola de Drac (1990) o Doraemon (1994). Televisió de Catalunya també ha emès, entre moltes altres sèries: Capità Harlock, Fushigi Yūgi, Sailor Moon, Yū Yū Hakusho, Inuyasha, Slam Dunk, Musculman, El Detectiu Conan o One Piece. Cal comentar que l'emissió de Bola de Drac per part de TV3 va suposar un fenomen de masses, cosa que potser explica en part la gran recepció que actualment reben el manga i anime a Catalunya. Una altra sèrie que a Catalunya va tenir una gran popularitat arran de la seva emissió a televisió i que va anar acompanyada de polèmica sobre l'horari infantil a la televisió pública va ser Shin-chan.
Des de la crisi econòmica del 2007 i el tancament del Canal 3XL el 2012, l'emissió de nous animes a Catalunya va començar a decaure. Fins al 2022, la majoria de l'animació japonesa que es doblava en català i es publicava a Catalunya eren llargmetratges, els quals venen de la mà de distribuïdores com Selecta Visión, Vértigo Films, Jonu Media o Alfa Pictures, estrenats al cinema o editats directament en DVD o Blu-ray. L'única sèrie d'anime nova que es va estrenar en el període 2012-2022 va ser Històries dels caçadors de monstres: A cavalcar!, tot i que s'hi van continuar emetent alguns animes clàssics com La Màgica Do-Re-Mi o El Detectiu Conan.
Amb tot, l'octubre del 2022, l'estrena del canal SX3 va suposar la tornada amb força de l'anime a la televisió pública catalana amb l'estrena d'Inazuma Eleven, Guardians de la nit i Haikyu!!. Al 28 Manga Barcelona, el mateix any, Selecta Visión va anunciar per primera vegada el doblatge d'un anime al català, Naruto, el qual va estar disponible a la plataforma AnimeBox a partir del juliol del 2023 i es va començar a emetre al canal SX3 durant el mes de desembre. L'estiu de 2024, la plataforma 3Cat va emetre tretze llargmetratges de l'estudi Ghibli, tres dels quals van estar disponibles en català per primera vegada: La princesa Mononoke, El record de la Marnie i El vent s'aixeca.
La presència d'anime en català a les plataformes digitals és relativament modesta. Netflix, Amazon Prime Video i Rakuten, entre d'altres, tenen disponibles algunes pel·lícules i sèries d'anime en català. El novembre de 2019, Netflix va incloure per primera vegada en el seu catàleg una sèrie d'anime doblada en català, Sakura, la caçadora de cartes. El 2022 es va estrenar per primer cop una sèrie d'anime en català directament per internet: Amb un gos i un gat, riuràs encantat, de Coalise Estudio.
Pel que fa a l'anime en versió original subtitulada en català, hi han apostat empreses com Coalise Estudio, que van començar per Cells at Work! el 2019 i Jonu Media, que van començar amb Nana sense talent el 2021.

### Oceania
En l'última dècada Austràlia i Nova Zelanda també s'han convertit en grans importadors d'animació japonesa, com ho demostren les activitats de l'editorial Home Video Madman Entertainment i el canal Animax per a la telefonia mòbil.

### Àfrica
Àfrica va ser l'últim dels continents en tenir anime. Amb excepció de l'edició en àrab d'UFO Robatori Grendizer, que es va transmetre amb èxit a Egipte a començaments dels anys vuitanta, l'animació japonesa només ha trobat espai en el mercat del continent africà a partir del 2000, en particular a Sud-àfrica, i en el canal Animax per a la telefonia mòbil. El 2007, però, Sony va llançar el seu canal de televisió per satèl·lit Animax també en diversos estats africans com: Sud-àfrica, Namíbia, Kenya, Botswana, Zàmbia, Moçambic, Lesotho i Zimbàbue.

### Censura i polèmiques
Quan una sèrie és llicenciada fora del Japó, és possible que pels malentesos culturals s'editin. El paral·lel creixement de la popularitat de l'anime fora del Japó pren el creixent del nombre dels adversaris d'aquest gènere de l'animació. La crítica més important és en opinió de molts el nombre excessiu d'escenes de violència i erotisme, comportament inadequat i la visualització dels esports, col·lecció d'anime otaku que a vegades porta a les formes patològiques (retirada de la realitat, a prop de l'agressivitat és anomenada toxicomania). En els països europeus i als Estats Units els productes d'anime japonesos han de passar una avaluació preliminar com es defineix en edat-audiència i a vegades adaptar la trama a una demografia de menor edat, per la qual cosa l'editor de les obres acurta les escenes violentes.
Als Estats Units s'han editat moltes sèries considerades inapropiades pel públic infantil i per això canvien el seu contingut, per fer-los més accessible als nens, també s'editen referències culturals japoneses a americanes. Per exemple, la cadena televisiva 4Kids Entertainment fa les edicions abans esmentades, però també llença els DVD de Yu-Gi-Oh! i Shaman King sense talls. Tot i que amb la censura de Shaman King, alguns investigadors també la van trobar inapropiada per al públic infantil. Molts es van molestar amb l'edició de One Piece, fent-la més infantil. Funimation va adquirir els drets exclusius a Amèrica per doblar-la l'abril de 2007 sense talls.
També per a Llatinoamèrica solen tallar algunes escenes quan es transmeten per televisió oberta. Cal destacar la polèmica que ha tingut l'anime retransmès a la televisió, per exemple Bola de Drac Z, alguns investigadors consideren a la sèrie com sexista i violenta, on també es considera inadequat posar les sèries violentes com a programes infantils.
A Europa, algunes sèries tenen un canvi similar al dels Estats Units, amb la mateixa finalitat de fer-les més apta per a tots els públics. La polèmica que ha tingut per exemple Espanya i altres països, és que es creu que tot el referent a l'animació és una mica infantil, per això s'han donat molts malentesos en la transmissió per les cadenes de televisió. També va haver-hi polèmiques en fer un estudi amb nens, on es consideraven que els que veien aquesta sèrie no entenien el qual realment passava. El canal televisiu La Sexta va començar a incloure hentai en la seva programació, però va ser retirada dies després.

## Impacte cultural
La combinació de comunitats d'Internet i l'increment del material d'anime des de les imatges fins als vídeos han fet el que és el fandom en l'anime. Una de les influències que han tingut els fansubs, ha estat per part de Bandai, qui els va agrair per fer popular la sèrie Suzumiya Haruhi no Yūutsu pels que parlen anglès. Al seu torn, aquests mateixos fansubs incrementaren el coneixement de l'anime en el món d'igual o major manera que els animes en les dècades de 1980 i 1990.
Grans èxits al llarg de la història de l'anime han difós aquest tipus d'expressió en successius èxits, normalment pel·lícules d'alt impacte que criden l'atenció de nous sectors cap a la indústria de l'anime. Dins d'aquestes pel·lícules es poden trobar: Akira, Ghost in the Shell, i El viatge de Chihiro guanyadora de l'Oscar a la millor pel·lícula d'animació en 2002 i d'un Os d'Or al Festival Internacional de Cinema de Berlín (2001). Un exemple clar de l'assimilació en el món és la producció espanyola Gisaku (2005) que és el primer llargmetratge d'estil anime realitzat íntegrament a Europa.
El succés fenomenal multimilionari de la franquícia de Pokémon, ha ajudat molt a la sèrie, i les diferents sèries derivades, que continua retransmetent-se al dia d'avui.
També existeix l'Anime-Influenciat, que és animació feta fora del Japó, però amb l'estil anime. Parts d'aquestes sèries estan fetes als Estats Units, Europa i altres parts d'Àsia. Com per exemple Avatar: l'últim mestre de l'aire. Els creadors de les sèries Megas XLR i The boondocks, han comentat que es van inspirar en l'anime per a la seva creació. Un equip de producció francesa per a la sèrie Oban Star-racers va ser moguda a Tòquio per col·laborar amb un equip de producció japonesa sobre l'Hal Film Maker. Els crítics i els fans en general de l'anime no consideren l'anime influït com anime.
Un altre tipus d'adaptació ha estat part de la Bíblia, específicament l'Antic Testament, a la vegada aquesta ha estat amb l'assessorament d'El Vaticà, i fet per a tots els públics.
Algunes sèries animades de la televisió americana també han fet paròdies o referències a l'anime com a South Park («Chinpokomon» i l'episodi de «Good Times With Weapons»). Una altra sèrie amb paròdies és Perfect Hair Forever. També les sèries de Els Simpson i Els padrins màgics, han fet diferents paròdies.

### Cultura otaku

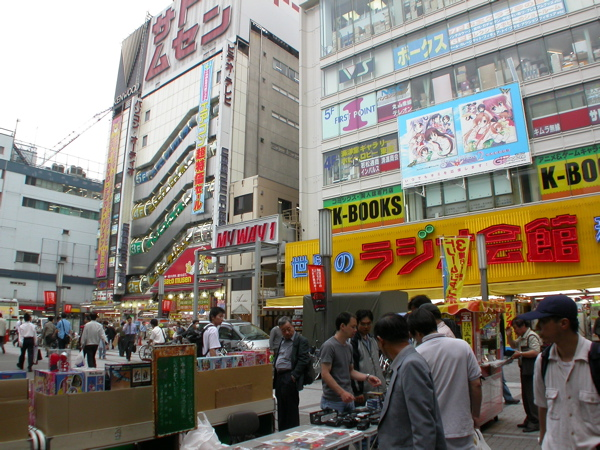
Akihabara: considerada la ciutat tecnològica del Japó i la de major concentració d'otakus.

Igual que en les pel·lícules, les sèries d'animació poden donar lloc a un seguiment massiu, especialment si van dirigides a nens i/o joves. En aquest cas, pot ocórrer que es generi una varietat d'articles de màrqueting que s'estengui a àrees com videojocs, pel·lícules i articles de col·lecció.
Pot ser que la fama d'una sèrie quedi confinada en una àrea relativament petita o que, en canvi, s'estengui per mig món. Gairebé totes les sèries d'animació japonesa passen desapercebudes pel públic general. Malgrat això, poden oferir històries, personatges, escenes, frases mítiques, referències a altres sèries, que passaran a formar part de la cultura otaku.
Les convencions d'anime van aparèixer per la dècada del 1990. Actualment les convencions s'han fet en diverses parts del món, principalment a Àsia, Europa i Amèrica. En moltes convencions de manga i anime hi ha concursos de karaoke on els assistents poden interpretar les seves cançons preferides d'opening i ending, jpop, jrock, també hi ha gent disfressada dels seus personatges preferits d'anime (cosplay), entre d'altres, recentment ha aparegut un nou nom per a aquells a qui els agrada molt l'anime: «Akiba-kei», usat per aquells fanàtics que se la passen a les botigues d'anime, conferències, concerts de j-pop, entre d'altres.
Cada any l'última setmana d'octubre a la Farga de l'Hospitalet de Llobregat se celebra el Saló del Manga, a partir del XVIII Saló del Manga se celebra a la Fira de Barcelona a Montjuïc, una convenció sobre els amants del manga i l'anime que és coneguda per ser de les més grans del món fora del Japó.

## Estudis d'animació
- AIC
- Bandai Visual (Emotion)
- Bee Train
- Broccoli
- CLAMP
- Cloverleaf
- GAINAX
- GONZO Digimation
- J.C.STAFF
- Madhouse Production
- Nippon Animation
- OLM / Oriental Light and Magic
- Pioneer LDC
- Production I.G
- Studio 4˚C
- Studio BONES
- Studio Ghibli
- Studio Pierrot
- Sunrise
- Tatsunoko Productions
- Toei Animation